# Fruit del deliri
Fruit del deliri és el sisè àlbum de la banda pop-fusió Oques Grasses i va ser llançat l'11 d'abril de 2024. Va ser publicat després de tres anys del seu darrer àlbum, A tope amb la vida.
En aquest disc no hi ha presència dels instruments de vent, molt presents en els seus darrers treballs, i prenent pes els sintetitzadors i l'ús de samplers.
Va haver-hi només un avançament, «Com està el pati», que és l'encarregat d'obrir el disc. Segons Sergi Núñez de l'Enderrock, és una cançó que barreja un estil entre "hip-hop i una cançó del Super 3", al·legant que fins i tot la cançó cita «Per molts anys» del Club Super 3. Es va teoritzar que el títol de la cançó podia fer referència, amb to irònic, al nom que rebia l'escena de pop urbà en català d'aquell moment "la banda del pati".
La cançó «Gossejar», interpretada amb col·laboració d'Al·lèrgiques al pol·len, fa una referència clara a la cançó «Yo perreo sola» de Bad Bunny. Aquesta combina un ritme reggateon, un acompanyament de palmes flamenques i unes guitarres de surf rock.
Les cançons «Pinpong», «Sort de tu» amb Rita Payés i «Toca» amb Figa Flowas aborden temes clàssics com són l'amor i el desamor. La cançó «Jubilar-me» és l'únic tema del disc que manté el so de l'àlbum anterior i fa una apologia a la recerca de la felicitat com a prioritat vital, en lloc del materialisme imperant de la societat d'aquell moment.
A desembre de 2024 els registres de streaming del disc eren les següents:
| Nº | Cançó               | Spotify    | YouTube |
| -- | ------------------- | ---------- | ------- |
| 1  | Com està el pati    | 3.187.040  | 457.201 |
| 2  | Bambi               | 2.159.799  | 393.134 |
| 3  | Gossejar            | 2.648.096  | 392.766 |
| 4  | Com el dia i la nit | 5.675.768  | 504.261 |
| 5  | Córrer pels camps   | 5.211.949  | 516.955 |
| 6  | Jubilar-me          | 3.589.312  | 423.394 |
| 7  | Molta tralla        | 4.350.313  | 478.298 |
| 8  | Pingpong            | 3.168.901  | 429.827 |
| 9  | Cap amunt           | 1.398.147  | 257.007 |
| 10 | Toca                | 6.577.577  | 448.805 |
| 11 | Sort de tu          | 11.291.242 | 724.401 |
| 12 | Coda                | 1.423.533  | 259.395 |